# Bị đuổi khỏi nhóm anh hùng, tôi muốn sống tự do tự tại ở vương đô
Bị đuổi khỏi nhóm anh hùng, tôi muốn sống tự do tự tại ở vương đô (Nhật: 「お前ごときが魔王に勝てると思うな」と勇者パーティを追放されたので、王都で気ままに暮らしたい Hepburn: "Omae Gotoki ga Maou ni Kateru to Omou na" to Yuusha Party wo Tsuihou Sareta no de, Outo de Kimama ni Kurashitai) là một bộ light novel Nhật Bản do Kiki sáng tác và Kinta vẽ tranh minh họa. Tác phẩm đã được xuất bản tập 1 vào năm 2018 bởi nhà xuất bản Micro Magazine. Năm 2021, tác phẩm cũng đã được chuyển nhượng bản quyền cho Ichi Light Novel tại Việt Nam. Bản chuyển thể manga của tác phẩm này được đăng trên Comic Ride từ ngày 27 tháng 12 năm 2018.

## Nội dung
Flum Apricot được ban cho năng lực "nghịch đảo" với các chỉ số sức mạnh là 0. Tuy vậy, cô lại là thành viên của nhóm anh hùng được thành lập bởi giáo hội với mục đích tiêu diệt quỷ vuơng. Một thành viên trong nhóm đã lừa bán Flum cho kẻ buôn nô lệ vì hắn cho rằng cô quá vô dụng. Đứng bên bờ vực của cái chết, cô đã tìm phát hiện ra cách vận dụng năng lực "nghịch đảo" của mình, thành công thoát khỏi tay buôn nô lệ, đồng thời giải cứu Milkit, nô lệ duy nhất còn sống sót ngoài Flum. Cả hai đã sinh sống cùng nhau tại một căn nhà ở khu Tây vuơng đô. Trong khoảng thời gian này, Flum dần dần phát hiện ra mưu đồ đen tối đằng sau việc thành lập nhóm anh hùng của giáo hội.

## Nhân vật
Flum Apricot (フラム・アプリコット)
Thành viên của nhóm anh hùng. Flum sở hữu năng lực "nghịch đảo" với các chỉ số sức mạnh là 0. Do bị cho là vô dụng nên cô bị bán cho một tay buôn nô lệ. 
Milkit (ミルキット)
Một nô lệ được Flum giải cứu. Trước lúc đó, cô đã rơi vào tuyệt vọng vì bị ngược đãi như một nô lệ từ khi còn nhỏ.
Jean Intage (ジーン・インテージ)
Thành viên của nhóm anh hùng. Jean là một hiền nhân cao ngạo. Anh cũng chính là người bán Flum cho tay buôn nô lệ.
Linus Ladyants ()
Thành viên của nhóm anh hùng. Linus là "xạ thủ sát thần", có khả năng nhìn thấu và bắn trúng con mồi cách xa ngàn dặm.
Maria Afengen ()
Thành viên của nhóm anh hùng. Maria là "thánh nữ nhân từ", có khả năng chữa trị bách bệnh bằng sức mạnh ánh sáng và lòng vị tha. Cô có một mối thù sâu sắc với ma tộc.
Gadio Lascut ()
Thành viên của nhóm anh hùng. Với khả năng nâng thanh kiếm khổng lồ chỉ bằng một tay, khi anh ta vung kiếm, sóng xung kích được sinh ra thừa sức nghiền nát một con quái vật cấp S.
Eterna Rinebow (エターナ・リンバウ)
Thành viên của nhóm anh hùng. Eterna là "phù thủy vĩnh hằng", có khả năng dìm mọi kẻ địch xuống đáy nước bằng ma thuật áp đảo.
Cyrill Sweechka (キリル・スウィーチカ)
Thành viên của nhóm anh hùng. Cyrill là "anh hùng cứu thế", mang sứ mệnh đánh bại ma vuơng, sở hữu sức mạnh áp đảo các anh hùng khác.
Richie Mancathy ()
Chủ của cửa tiệm lớn nhất vuơng đô. Anh là một người đàn ông chân thành, thậm chí khi đối phuơng là nô lệ cũng không hề tỏ ra phách lối.
Welthy Mancathy ()
Em gái của Richie Mancathy. Cô là một nhà báo, chuyên săn tin về mặt tối của giới quý tộc và giáo hội.
Neigass ()
Một trong ba tam quỷ tướng quân của ma tộc.
Tsaion ()
Một trong ba tam quỷ tướng quân của ma tộc.
Sheitoom ()
Một trong ba tam quỷ tướng quân của ma tộc. Cô đồng thời cũng là ma vuơng.
Sara Anvilen (セーラ・アンビレン)
Nữ tu sĩ của giáo hội. Sara có mái tóc màu vàng bồng bềnh. Chiều cao khiêm tốn với thân hình tròn trịa của cô bé khiến Flum liên tưởng đến những con thú nhồi bông xinh xắn. Mặc dù tỏ thái độ thù địch với ma tộc, cô bé vẫn được Neigass yêu mến.
Ink Wreathcraft ()
Là đứa trẻ thế hệ thứ nhất của dự án "children" của giáo hội. Cô bé đã trốn thoát khỏi căn cứ và được Flum giúp đỡ. Từ đó, Ink sống tại nhà của Flum.
Neck ()
Một trong những đứa trẻ thế hệ thứ hai của dự án "children" của giáo hội. Khác với những đứa trẻ cùng thế hệ, Neck đã nhận ra rằng thế hệ thứ hai sẽ sớm bị bỏ rơi nếu các dự án khác của giáo hội thành công. Do đó, Neck đã đi tìm kiếm sự giúp đỡ từ Flum để lật đổ dự án "Necromancy". Tuy dự án "Necromancy" sụp đổ, nhưng giáo hội lại không chọn "children", khiến cho thế hệ thứ hai bị bỏ rơi.

## Các chuyển thể

### Light Novel
| # | Phát hành tiếng Nhật      | Phát hành tiếng Nhật | Phát hành tiếng Việt     | Phát hành tiếng Việt |
| # | Ngày phát hành            | ISBN                 | Ngày phát hành           | ISBN                 |
| - | ------------------------- | -------------------- | ------------------------ | -------------------- |
| 1 | Ngày 30 tháng 7 năm 2018  | 9784896378016        | Ngày 28 tháng 6 năm 2021 | 978-604-77-9661-8    |
| 2 | Ngày 21 tháng 12 năm 2018 | 9784896378474        | Ngày 30 tháng 8 năm 2021 | 978-604-77-9961-9    |
| 3 | Ngày 31 tháng 7 năm 2019  | 9784896379075        | Ngày 10 tháng 2 năm 2022 | 978-604-345-292-1    |
| 4 | Ngày 30 tháng 1 năm 2020  | 9784896379730        | Ngày 27 tháng 5 năm 2022 | 978-604-365-084-6    |

### Manga
Chuyển thể manga dưới nét vẽ của Sunao Minakata được đăng trên web comic ride từ tháng 12/2018. Đến nay, đã có 3 tập manga được xuất bản tại Nhật Bản.
| # | Ngày phát hành            | ISBN          |
| - | ------------------------- | ------------- |
| 1 | Ngày 30 tháng 1 năm 2020  | 9784896379808 |
| 2 | Ngày 28 tháng 5 năm 2021  | 9784896379808 |
| 3 | Ngày 28 tháng 2 năm 2022  | 9784867162538 |
| 4 | Ngày 31 tháng 10 năm 2022 | 9784867163528 |